# Janez Teran
Janez Teran is een voormalig professioneel tafeltennisser die uitkwam voor Joegoslavië.

## Belangrijkste resultaten
- Goud met het team op de Europese kampioenschappen 1962.
- Goud in het mannen dubbelspel op de Europese kampioenschappen 1962 met Vojislav Marković.